# Spilopelia
Spilopelia is een geslacht van vogels uit de familie duiven (Columbidae). IOC World Bird Names onderscheidt dit geslacht, maar in sommige andere soortenlijsten worden deze soorten ook wel in het genus Streptopelia geplaatst.

## Soorten
Het geslacht kent de volgende soorten:
- Spilopelia chinensis – Parelhalstortel
- Spilopelia senegalensis – Palmtortel